# 磷化鎵
磷化鎵（GaP）是鎵的磷化物，是無機化合物，也是半導體材料，其間接能隙為2.26eV（300K）。其多晶的材料為淡橙色。未摻入雜質的單晶晶片會是透明的橙色，但大量摻入雜質的晶片因為吸收自由電子，其顏色會變深。磷化鎵無味，不會溶於水。
若要變成N型半導體，需要掺杂硫或是碲，若要製作P型半導體，需要掺杂鋅。
磷化鎵常用在光學系統中，其折射率在波長262 nm (UV)時為4.30，波長550 nm (green)時為3.45，波長840 nm(IR)時為3.19。

## 發光二極體
自1960年代起，磷化鎵就會用來做低價的紅色、綠色及橘色發光二極體，亮度低至中等都有。在大電流時其壽命較短，其壽命對溫度也相當敏感，一般會獨立使用，或是配合磷砷化鎵使用。
純的磷化鎵會發波長555 nm的綠光，掺杂氮的會發出波長565 nm的黃綠光，掺杂氧化鋅的會發紅光(700 nm)。
磷化鎵會被黃光及紅光穿透，因此磷化鎵為基板的磷砷化鎵會比以砷化鎵為基板的要好。
在溫度到900 °C時，磷化鎵會分解，並且磷會以氣體方式離開。在LED晶元成長時，溫度會到1500度，為避免前敘情形，需將磷密封在熔化的氧化硼中，並用10-100大氣壓力的不活性气体加壓。此程序稱為液體密封切克勞斯基法（LEC），是矽晶元制程中柴可拉斯基法的變形。

### 相關材料
- 砷化鎵
- 氮化鎵
- 磷化銦

### 合金
- 磷化鋁銦鎵（英语：Aluminium gallium indium phosphide）
- 磷化銦鎵
- 磷砷化銦（英语：Gallium arsenide phosphide）

## 外部連結
- Ioffe NSM data archive （页面存档备份，存于）